# Parque nacional marino Ballena
El parque nacional Marino Ballena se ubica en el distrito de Bahía Ballena, cantón de Osa, provincia de Puntarenas, en la costa pacífica de Costa Rica.

## Datos
Este parque nacional tiene una extensión de 110 ha terrestres y 5.375 ha marinas. Fue creado por Decreto Ejecutivo n.º 19441-MIRENEM(Ministerio de Recursos Naturales, Energía y Minas), del 14 de diciembre de 1989. Representa el primer parque marino de Centroamérica.
Se extiende a lo largo de 13 km de costas de arena y rocas y abarca el tómbolo de Uvita, las playas Bahía, Pedregosa, Ballena, de Arco y Piñuela, y 4.500 ha de mar en los alrededores de la isla Ballena (2.5 ha) y de las rocas Las Tres Hermanas.
El parque es reconocido porque recibe la visita de las ballenas jorobadas durante su travesía para reproducción desde los mares fríos del hemisferio norte a Costa Rica (diciembre a abril) y viceversa, y desde los mares fríos del hemisferio sur a Costa Rica (julio a noviembre) y viceversa, también para reproducirse.
Además recibe la visitas de especies cómo: Delfín manchado, Delfín nariz de botella, Mantarraya, Tiburón martillo, Pez loro, Macarela.
Aunque el parque principalmente se extiende en el área marítima, también cuenta dentro de sus áreas protegidas con una serie de playas de especial belleza, entre ellas se pueden mencionar, Playa Ballena, Playa Bahía Uvita, y Playa Piñuela.
Posee un reglamento de Uso Público del Parque con leyes nacionales con el objetivo de establecer la normativa sobre las actividades de uso público que consecuentemente permita apoyar los objetivos de manejo del área protegida, hasta que se pueda contar con el plan de manejo debidamente oficializado.